# Кировск (Оренбургская область)
Кировск — посёлок в Кваркенском районе Оренбургской области. Административный центр Кировского сельсовета.

## География
Расположен в степной местности, на правом берегу Каменки в 10 км к северо-западу от Кваркено, в 130 км к северо-востоку от Орска и в 315 км к востоку от Оренбурга.
Возле села находится живописный памятник природы под названием Мраморный плес на реке Каменке или озеро Холодное.
Как и во всем районе, в посёлке климат резко континентальный с недостаточным количеством осадков в течение года (около 350 мм). Зима (начало ноября — конец марта) умеренно холодная с устойчивыми морозами. Преобладающая дневная температура воздуха в наиболее холодные месяцы — −12…−16 °C, — ночная — −17…−20 °C (абс. мин. — −46 °C). Снежный покров устанавливается в конце ноября, толщина его к концу февраля достигает 40 см. Весна (конец марта — конец мая) в первой половине прохладная, во второй — тёплая. Снежный покров сходит в начале апреля. По ночам до конца мая возможны заморозки. Лето тёплое, преимущественно с ясной погодой. Преобладающая дневная температура воздуха 22—24 °C (абс. макс. 40 °C), ночная 14—16 °C. Периодически бывает засуха. Осень (конец августа — начало ноября) в первой половине малооблачная, тёплая. Во второй половине преобладает пасмурная погода с затяжными моросящими дождями. В конце сезона выпадает снег. Ночные заморозки начинаются с конца сентября.

## Топоним
Название непосредственно связано с прежним именованием населённого пункта — посёлок центральной усадьбы совхоза имени Кирова. Самое название совхоза получено в 1935 году в честь видного деятеля партии большевиков С. М. Кирова.
В справочнике областной АТД на январь 1939-го (в основном), то есть на день всесоюзной переписи населения, указан «Поселковый совет, Зерносовхоз им. Кирова», центром его являлся «Совх. им. Кирова зерновой» (Административно-территориальное деление Чкаловской области / Чкал. ОблУНХУ; [ред. А. Борисов]. — Чкалов: Чкаловское областное издательство, 1939, С.37).
Послевоенное устройство области, отражённое в справочнике АТД на 1 января 1949, показывает «Кировский пос.-сов.» с центром в «Цент. ус. з/с имени Кирова» Административное и территориальное деление Чкаловской области [на 1 января 1949 г.] / Исполком Чкал. обл. совета депутатов трудящихся; [сост. П. А. Левашов]. — Чкалов: Чкаловское издательство, 1949, С.33).

## История
Посёлок Кировск основан в январе 1929 года. С 1929 года по 1935 год назывался Кваркенским зерносовхозом.
В 1930 году на центральной усадьбе начала работать школа-шестилетка, с 1939 года на отделениях появились начальные школы. В 1965 году построили среднюю школу.
Первый клуб был построен в 1932 году.
В 1934 году построен детский сад.
В 1935 году постановлением правительства совхозу присвоено название им. Кирова, в честь советского и партийного деятеля С. М. Кирова.
9 марта 2005 года, в соответствии с законом Оренбургской области от 9 марта 2005 г. N 1900/342-III-ОЗ «О муниципальных образованиях в составе муниципального образования Кваркенский район Оренбургской области» Кировск возглавил образованное сельское поселение Кировский сельсовет.

## Население
| 2010 |
| ---- |
| 963  |

Национальный состав
Согласно результатам переписи 2002 года, в национальной структуре населения
русские составляли 71 % из 1096 чел..

## Инфраструктура
Администрация поселения. Кировская СОШ, Кировский детский сад, ФАП, отделение почты, отделение сберегательного банка, Кировский сельский дом культуры.

## Транспорт
Имеется подъездная дорога с юга от автодороги Кваркено — Уральское. От Кировска на северо-запад и северо-восток отходят дороги к посёлкам Солончанка и Лесная Поляна.